# CADAM
CADAM (Computer-Augmented Design And Manufacturing) ist eine 1977 auf den Markt gebrachte Software für CAD. Das Produkt wurde von der amerikanischen Luft- und Raumfahrtunternehmen Lockheed entwickelt und war ursprünglich für IBM-Großrechner bestimmt. Später konnten auch Unix-Workstations benutzt werden. IBM verkaufte die Software an Kunden in der Flugzeugbranche. 1983 wurde CADAM Inc. als eigenständige Tochtergesellschaft der Lockheed Corporation gegründet. Eine Variante von CADAM, genannt Micro CADAM, lief auch auf PCs unter dem Betriebssystem DOS.